# Kościół św. Katarzyny w Kętrzynie
Kościół Świętej Katarzyny w Kętrzynie – rzymskokatolicki kościół parafialny należący do dekanatu Kętrzyn II - Północny Wschód. Mieści się w Kętrzynie, w województwie warmińsko-mazurskim.

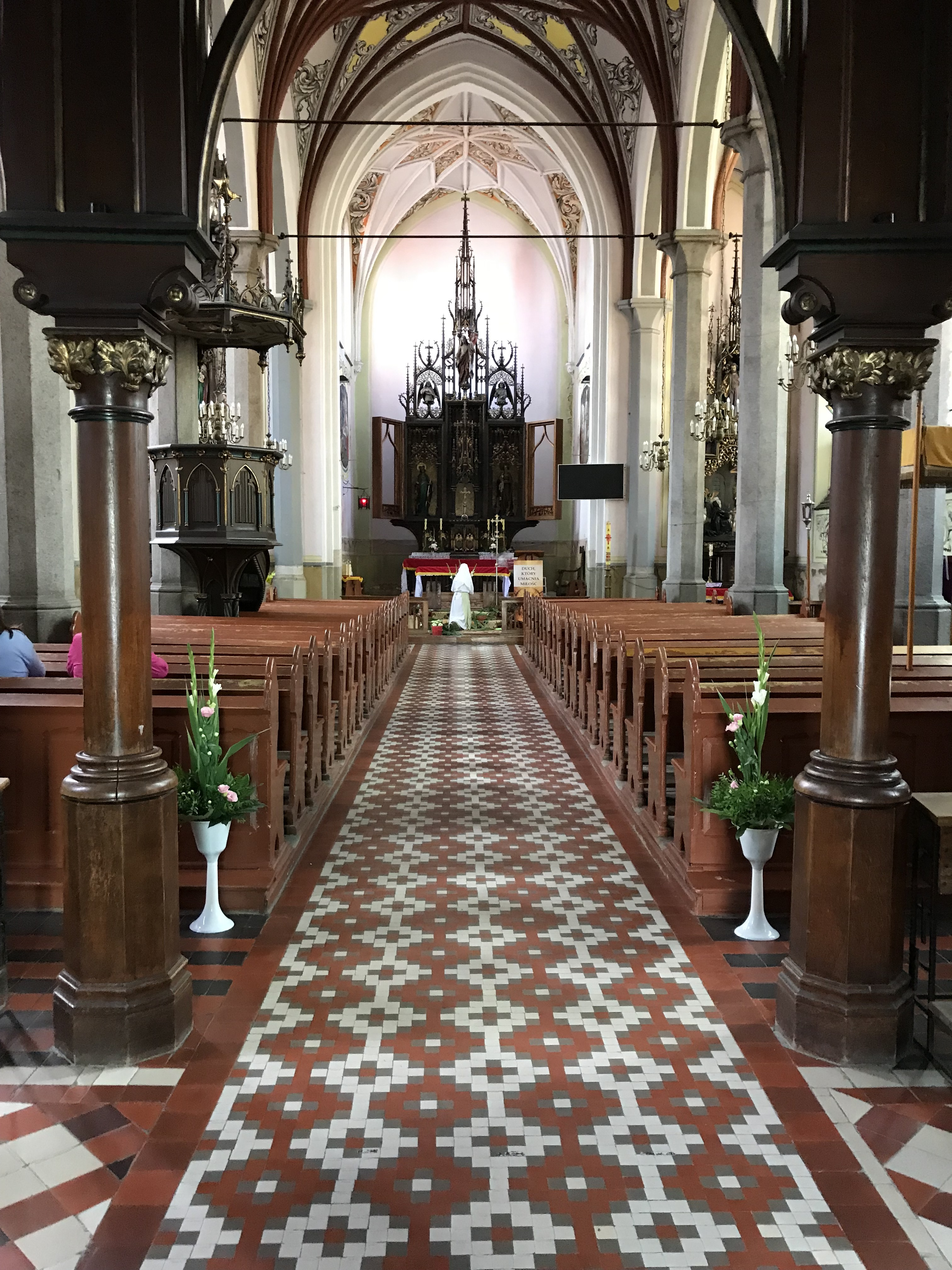
Wnętrze świątyni

Plac i materiały na budowę kętrzyńscy katolicy otrzymali w 1895 roku. Budowla została wzniesiona w stylu neogotyckim w latach 1895-1897, konsekrowana została przez księdza biskupa Andrzeja Thiela w asyście kapituły warmińskiej w dniu 5 maja 1897 roku. Zachowało się wyposażenie świątyni w stylu neogotyckim, ołtarz główny oraz ołtarze boczne a także ambona. Po zakończeniu prac remontowych w 1956 roku budowla odzyskała swoją świetność.